# 発声法
発声法（はっせいほう）とは、様々な目的のために、より美しく効果的な声を出す方法である。多くの場合、基本的には音声学をよりどころとする。
日常生活においては、声の出し方について意識的な調節や訓練を行うことは稀であるが、歌唱、演劇、司会、演説をするとき、又はそれらを職業とする場合において、それぞれの目的についてより効果的に声を出すための方法論をまとめたものが発声法であり、それぞれの立場から研究がなされている。また、音声学、耳鼻咽喉科学など、科学的、医学的な立場からも研究が進められている。
歌唱の場合と、演劇、演説など発話の場合では発声法は少々異なるが、歌唱においてもクラシック音楽、ジャズ、ロック、演歌など、ジャンルによって求められる声や適切な発声法は異なる。

## 研究者
主な邦楽発声法の研究者は、富士松亀三郎、中原多代などである。ほか、桜花学園高等学校で合唱の指導を行った奥山裕次など。